# Breath of Fire II
Breath of Fire II (яп. ブレス オブ ファイアII 使命の子 Бурэсу обу файа цу: симэй но ко) — японская ролевая игра, разработанная и изданная компанией Capcom для игровой консоли Super Nintendo Entertainment System в 1994 году, в 2001 году переизданная для портативной консоли GameBoy Advance. В 2007 году игра была перевыпущена для Virtual Console. Вторая часть серии Breath of Fire. В отличие от всех последующих игр серии, Breath of Fire II является продолжением предыдущей части игры, её действие происходит в том же мире пятьсот лет спустя.

## Сюжет
Рю Бейтсон (англ. Ryu Bateson) начинает игру как маленький мальчик, сын священника в городке Ворота. Когда его сестра Юа Бейтсон (англ. Yua Bateson) пропадает без вести, отец Рю священник Ганер Бейтсон (англ. Ganer Bateson) просит, чтобы он забрал её, прежде чем она попадет в беду. Поиски Рю в конечном счёте приводят его к дикой местности вне города, где он находит Юа, стоящую возле головы спящего дракона. Рю следует совету Юа и засыпает под драконом. Когда он просыпается, его семья исчезла, и никто в городе не признаёт его. Позже той ночью молодая сирота по имени Боу (англ. Bow) решает ограбить церковь. Не находя ничего интересного, он предлагает Рю сопровождать его на пути в другой город. По пути в другой город неожиданно начинается ливень и Боу предлагает переждать его в пещере, но в пещере на них нападает монстр по имени Бэрубэри (англ. Barubary).
Проходит 10 лет. Рю и Боу живут в городке Родной Город (англ. HomeTown) и выполняют разные поручения для Старейшины города. После того, как Волшебный колпак (англ. Magic hood) украден из дома богатого человека, Боу ложно обвинён в воровстве и вынужден сбежать. Затаившись Боу вынужден на некоторое время покинуть Риу пока тот не найдёт настоящего вора.

## Персонажи
Всего в Breath of Fire II представлены девять постоянных игровых персонажей:
- Рю Бейтсон (англ. Ryu Bateson) — главный протагонист игры, а также предназначенный ребёнок назначение которого убить Мёртвого Эвана.
- Боу (англ. Bow) — лучник (ранее вор), а также лучший друг Рю.
- Кэтт (англ. Katt) — представитель расы Воренов, нахальная спортсменка из Колизея (англ. Coliseum).
- Рэнд (англ. Rand) — представитель клана Шел (англ. Shell). Внешностью похож на антропоморфного полу-панголина полу-носорога.
- Нина (англ. Nina) — член Клана Крыла и принцесса Уиндии. Влюблена в Рю.
- Стен (англ. Sten) — человек-обезьяна проводящий волшебное шоу в Уиндии.
- Жан (фр. Jean) — лягушка-принц из королевства лягушек СимаФорт (англ. SimaFort).
- Спэр (англ. Spar) — циркачка в цирке шапито. Умеет общаться с деревьями Иггдрасиль.
- Блю (фр. Bleu, в японской версии Дейс, англ. Deis) — бессмертная колдунья, наполовину являющаяся змеёй. Её можно найти в HomeTown после событий в HighFort.

| Сводный рейтинг    | Сводный рейтинг | Сводный рейтинг | Сводный рейтинг |
| Издание            | Оценка          | Оценка          | Оценка          |
| Издание            | GBA             | SNES            | Wii             |
| ------------------ | --------------- | --------------- | --------------- |
| GameRankings       | 74,80 %         | 79 %            |                 |
| Metacritic         | 81 %            |                 |                 |
| Иноязычные издания |                 |                 |                 |
| Издание            | Оценка          | Оценка          | Оценка          |
| Издание            | GBA             | SNES            | Wii             |
| EGM                | 7,5/10          | 7,5/10          |                 |
| Eurogamer          |                 |                 | 8/10            |
| Famitsu            | 29/40           |                 |                 |
| Game Informer      | 8,8/10          | 8,5/10          |                 |
| GamePro            | 5/5             | 4,5/5           |                 |
| GameSpot           | 7,7/10          |                 | 6,5/10          |
| IGN                | 8,3/10          | 8/10            | 8/10            |
| Nintendo Power     | 6,2/10          | 3,8/5           |                 |
| Play (UK)          | 8/10            |                 |                 |